# První spodní premolár
První spodní premolár (třenový zub) je zub umístěný laterálně (směrem od středové osy obličeje) od obou spodních špičáků, ale mediálně (směrem ke středové osy obličeje) od obou druhých spodních premolárů. Funkce tohoto premoláru je podobná funkci špičáků v tom, že jeho hlavním úkolem je trhání potravy během mastikace, jednoduše žvýkání. První spodní premoláry mají dva hrbolky. Jeden je veliký a ostrý a nachází se na bukální (tvářové) straně zubu. Jelikož je lingvální (na jazykové straně) hrbolek malý a nemá funkci (neúčastní se žvýkání), první spodní premolár připomíná malý špičák. Neexistují mléčné spodní premoláry. Zuby, které předcházejí trvalé spodní premoláry, jsou mléčné spodní moláry (stoličky).
Někdy se premolárům říká bikuspidy („mající dva hrbolky“). I když jde o synonyma, „bikuspid“ označuje zub, který má dva funkční hrbolky. První spodní premolár je příkladem premoláru mající pouze jeden funkční hrbolek, takže „bikuspid“ není tak technicky přesný jako „premolár“.
V univerzálním systému zápisu jsou trvalé spodní premoláry označeny číslem. Pravý trvalý spodní premolár je znám jako „28“ a ten levý jako „21“. V zápisu podle Palmera je použito číslo ve spojení se symbolem značícím v jakém kvadrantu se zub nachází. Levý i pravý premolár mají stejné číslo „4“, ale pravý nad ním má symbol „┐“ a levý „┌“. Mezinárodní zápis má odlišné číslování než předchozí dva. Pravý spodní trvalý první premolár je označován „44“ a levý „34“.